# Hrnčiarovce nad Parnou
Hrnčiarovce nad Parnou este o comună slovacă, aflată în districtul Trnava din regiunea Trnava. Localitatea se află la altitudinea de 143 m deasupra n.m., se întinde pe o suprafață de 16,28 km2 și în 2017 număra 2.289 de locuitori.

## Istoric
Localitatea Hrnčiarovce nad Parnou este atestată documentar din 1267.

## Demografie
| An:                | 1994 | 2004   | 2014   | 2024   |
| ------------------ | ---- | ------ | ------ | ------ |
| Număr de persoane: | 1991 | 2067   | 2250   | 2231   |
| Diferență:         |      | +3,81% | +8,85% | −0,84% |

| An:                | 2023 | 2024   |
| ------------------ | ---- | ------ |
| Număr de persoane: | 2229 | 2231   |
| Diferență:         |      | +0,08% |